# 시마즈 도시히사
시마즈 도시히사(일본어: 島津歳久, 1537년 ~ 1592년 8월 25일)는 센고쿠 시대의 무장이다. 시마즈 다카히사(島津貴久)의 3남으로, 시마즈 요시히사(島津義久), 시마즈 요시히로(島津義弘)의 동생이며, 시마즈 이에히사(島津家久)의 형이다.

## 생애

### 약력
조부 시마즈 다다요시(島津忠良)로부터 “자초지종을 따져 이해를 헤아리는 데 있어는 견줄 자가 없다”고 평가받아, 후세 사쓰마 사람들로부터 희대의 지장이었다는 칭찬을 받으며 숭앙되었다.
주로 형 요시히사의 곁에서 작전참모로서 활약하여, 시마즈 군의 방침을 좌우하는 입장이었다. 또한, 첫 출진인 이와쓰루기성(岩剣城)에서의 분투를 시작으로, 형 요시히로, 동생 이에히사와 함께 많은 전투에 참가하였다. 요코가와성 공격(横川城攻め), 오구치 도가사키(大口堂ヶ崎)에서의 요시히로 구출전, 오스미 오바마성 공격(小浜城攻め), 이토씨 정벌, 미미가와 전투(耳川の戦い), 제2차 미나마타성 공격(水俣城攻め), 요시히로가 지휘했던 히고 방면 군세의 부장으로서 참전했던 분고 침공전 등지에서 주요한 공적을 올렸다.
정치면에서는 에이로쿠 6년 (1563년)부터 요시다 성 성주를 맡았고, 그 뒤 요시히사가 진주하는 가고시마를 중심으로 한 방위 상의 요충지를 차례로 하사받아, 치세에서 실적을 얻었다. 더욱이 가문 내에서의 주연 등에서는 술을 마시지 못하는 형을 대신하여 가신의 잔을 받는 경우도 많아서 가신단으로부터 굉장한 존경을 받았다.
그러나, 시마즈씨를 위하여 진력한 도시히사는 그를 존경하는 가신들이 중심이 되어 도요토미 정권 타도를 외치며 일으킨 우메키타 잇키(梅北一揆)에 따른 시마즈씨의 책임을 모조리 떠안고 자결한다는 비극적인 최후를 맞았다. 이 사건은 후의 사쓰마번에서 성행했던 신가쿠공(心丘公, 도시히사의 법명)숭배로 이어지게 된다.

### 히데요시의 규슈 정벌
도요토미 히데요시(豊臣秀吉)의 규슈 정벌(九州征伐]) 때, 가문 내의 분위기가 철저항전으로 흐르는 가운데 히데요시를 “농민 출신으로 맨몸으로 출세한 것은 평범한 사람이 아니다”라고 평가하여, 4형제 중 홀로 히데요시와의 화의를 주장했다고 한다. 그러나 평정에서 화목안은 일축당하고, 시마즈 가문은 히데요시와 싸우게 된다.
요시히사와 요시히로가 히데요시에게 항복한 뒤에도 마지막까지 철저하게 저항하였다. 히데요시가 센다이(川内)의 다이헤이지(泰平寺)에서 오구치(大口)로 진을 옮기는 도중에, 그 사이에 위치한 도시히사의 영지 안의 야마자키(山崎)에서 히데요시에게 가신을 길잡이로 쓰게 만들어 교묘하게 히데요시 군을 험로로 안내하여, 가신을 히데요시의 가마에 화살을 6발이나 맞추었다. 화살을 맞춘 것은 도시히사의 가신 혼다 고로자에몬(本田五郎左衛門)이었다고 한다. 미리 습격에 대비하고 있던 히데요시는 가마를 비워두고 있었기 때문에 히데요시는 무사했으나, 전국을 뒤져봐도 간파쿠(関白)가 된 후의 히데요시에 대하여 이렇게까지 철저하게 반골을 보인 사람은 없었다고 한다.
이 정벌 전후에 그의 모순된 히데요시에 대한 대응에는 규슈정벌에서 데릴사위 시마즈 다다치카(島津忠隣)를 잃었기 때문이라는 원한설, 히데요시의 시마즈 가문에 대한 불만을 자신이 모두 짊어지려고 했다는 설 등이 있으나, 모두 정설은 아니어서 도시히사에 대한 최대의 수수께끼로 남아 있다. 덧붙이자면, 총사령관인 요시히사는 도시히사를 대표로 하는 반 히데요시파 가신들의 존재를 이용하여 전후 처리에 히데요시와의 협상에서 유리한 강화조건(사쓰마, 오스미, 휴가 3국 영지 안도)을 끌어내었다.

### 히데요시의 정벌
1592년, 히데요시가 일으킨 임진왜란에도 병을 핑계로 출진하지 않았다. 그러나 이미 서술한대로 히데요시에 대해 계속 반항적인 태도를 취하고 있던 것과, 같은해 시마즈 가문의 가신 우메키타 구니카네(梅北国兼)가 히데요시에 대하여 반란(우메키타 잇키)에 도시히사의 가신이 많이 참가하였기 때문에 히데요시의 노여움을 사게 되었다. 그래서 형 요시히사의 토벌령을 받아 자결하려고 하였으나, 추격자가 가로막았던 탓에 류가미즈(竜ヶ水)에 상륙하였다. 몸을 제대로 가누지 못하였기 때문에, 제대로 자결하지 못한데다 추격자도 주군의 친동생에게 손을 대기를 꺼려하여, 도시히사가 “어서 목을 취하거라”라고 말한 뒤에야 하라타 진지(原田甚次)가 목을 취했다. 향년 56세.
유해를 확인하자 요시히사에게 보내는 유서와 사세구(辞世の句)가 발견되었다. 유서에는 “나는 병이 나서 다이코(太閤) 전하 앞에 나아갈 수 없었던 것 뿐으로, 양심의 가책을 받을 만한 일은 아무것도 하지 않았다. 그러나 모반을 의심받은 이상, 시마즈 가문의 안위를 위해 할복하고자 한다. 가신들은 승복하기 어려워 무사의 본분을 관철하기 위하여 어쩔 수 없이 교전하고 있으나, 이것은 형님에게 활시위를 당기려는 것은 아니다.”라는 취지의 글이 적혀있었다고 한다.

### 사후
수급은 교토의 이치조모도리바시(一条戻橋)에 효수된 뒤 교토 조후쿠지(浄福寺)에 유해는 소젠지(総禅寺)에 각각 묻혔고, 영혼은 시마즈 가문 역대의 보리사(菩提寺) 후쿠쇼지(福昌寺)에서 공양하였다. 또한 히데요시 사후, 도시히사가 자결한 땅에 신가쿠지(心岳寺)를 세워 명복을 빌었다. 매년 음력 7월 18일에는 그 유덕을 기려 신가쿠지 참배(心岳寺詣り)가 행해진다.
또한 자결할 때 칼을 쥘 수가 없어서, 옆에 있는 돌로 자결하려고 해 엄청난 고통을 맛보았다고 전해진다. 이 때, “여성도 출산 때 이러한 고통을 느끼겠지. 내 사후에는 이런 여성의 고통을 구제해주겠다.”고 말했다고 하여, 히라마쓰 신사(平松神社)에서는 전투의 신(戦の神)으로 뿐만아니라 안산의 신(安産の神)으로도 신앙되고 있다.
구 사쓰마번에서는 그 일생이 고쥬 교육(郷中教育, 사쓰마 번 무사 계급 자제의 교육법)에 상응하여, 형 요시히로를 능가할 정도의 숭배를 받았다. 특히 막부 말기에, 안세이 대옥(安政の大獄)으로 긴코 만(錦江湾) 해상에서 작은 배를 타고 도망가며 추적당하고 있던 사이고 다카모리(西郷隆盛)가 자신의 각오를 동승했던 승려 겟쇼(月照)에게 도시히사의 고사를 말한 뒤, 신가쿠지 방향으로 합장하고 어두운 밤바다에 몸을 던졌다는 에피소드가 존재할 정도로 사쓰마 지사들의 마음을 사로잡고 있었다.
도시히사 사후, 다다치카의 적남 시마즈 쓰네히사(島津常久)가 그 뒤를 이었다.

## 사세구(辞世の句)
- 「晴蓑めが 玉のありかを 人問わば いざ白雲の 上と答へよ」